# Polittico minore di San Domenico
Il Polittico minore di San Domenico (o Polittico di san Pietro martire) è un dipinto a tempera e oro su tavola di Carlo Crivelli, databile al 1476 e oggi smembrato tra la National Gallery di Londra e il Museo di Belle Arti di Budapest.

## Storia
Nel 1868 arrivò nel museo londinese un grande polittico di Crivelli, già nella raccolta Demidoff di Firenze (dalla quale prese il nome). Anteriormente era stato visto a Roma dal Lanzi nel 1789 presso il cardinale Zelada ed era giunto a Firenze con la famiglia Rinuccini.
La forma del polittico era così inconsueta da lasciare perplessa la critica: una Madonna al centro contornata da quattro sportelli di santi, sormontati da altrettanti a mezza figura (e fin qui niente di strano), una cuspide neogotica sopra Maria e, più in alto, un terzo registro di quattro santi a figura piena. Col tempo si è rafforzata l'idea che si trattasse di un assemblaggio arbitrario di pannelli di diversa provenienza, ipotesi poi confermata dallo studio delle fonti ascolane.
Si è risaliti infatti a un polittico del 1476 originariamente nella chiesa di San Domenico ad Ascoli Piceno (lo menzionano l'Orsini e il Lazzari), e la presenza di santi domenicani nei due registri inferiori del polittico Demidoff ne confermano l'identicazione: il cosiddetto Polittico del 1476. Inoltre Lazzari (1724) e il Ricci (1834, su testimonianza più antica del Bartoli) ricordavano un secondo polittico dell'artista in quella chiesa, riferibile pure al 1476, quello che oggi viene chiamato il Polittico minore di San Domenico.
Si presume quindi che i due polittici vennero smantellati dagli altari in occasione dei rifacimenti del 1776 circa, venduti poi all'antiquario Grossi che li smembrò, cedendoli separatamente e raggruppando una parte dei pannelli nel polittico che effettivamente acquistò da lui il cardinal Zelada.
Federico Zeri e Rodolfo Pallucchini hanno poi integrato i polittici riferendo al primo (quello sull'altare maggiore), la Pietà nel Metropolitan Museum e al secondo la Madonna nel Museo di Belle Arti di Budapest, già nella collezione Esterhazy. I polittici dovevano avere inoltre una predella ciascuno, di cui non si hanno tracce.
Nel 1961 la National Gallery smontò i pannelli ricostruendoli in due polittici separati.

## Descrizione e stile

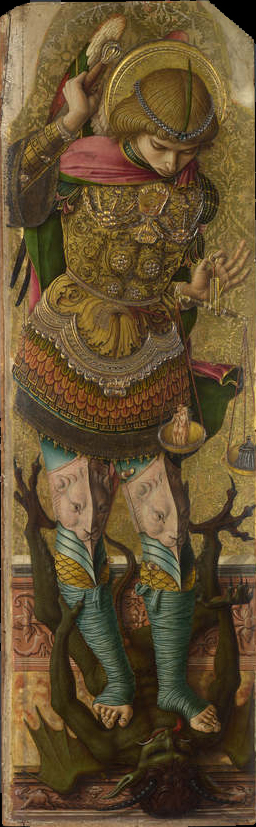
San Michele Arcangelo

Il polittico ha la Madonna in trono col Bambino al centro affiancata da quattro santi a figura piena ai lati. Non si hanno notiziè né di un registro superiore né di una predella.
Come altre opere di Crivelli, il polittico si distingue per un livello artistico alto, in cui sono fusi elementi apparentemente inconciliabili: sontuosità bizantina, eleganze gotiche, costruzione dello spazio rinascimentale, richiamia all'antico e un interesse per l'esperessività marcata.
I pannelli sono i seguenti (tutti alla National Gallery, salvo la Madonna):
- Madonna col Bambino, 106,5x55,3 cm, firmata OPVS CAROLI CRIVELLI VENETI, a Budapest
- San Michele Arcangelo, 90,5x26,5 cm
- San Girolamo, 91x26 cm
- San Pietro Martire, 90,5x26,5 cm
- Santa Lucia, 91x26,5 cm

Trattandosi di un'opera destinata a una chiesa domenicana, Pietro martire doveva in tutta probabilità trovarsi nella posizione preminente, a destra della Vergine.

### La Madonna col Bambino
Maria sta seduta su un trono marmoreo riccamente decorato, di stampo tipicamente padovano, come dimostra la ghirlanda di foglie ed enormi frutti. Veneziano (ispirato ai fiamminghi) è però l'espediente di calare un telo lungo lo schienale, che isoli la figura sacra rispetto allo sfondo.
La Vergine, dai delicatissimi lineamenti, tiene con la punta di dita il picciolo di una mela retta dal Bambino, che allude al frutto del Peccato originale e quindi alla missione di Redenzione di Gesù.
Il ricchissimo ornato e lo sfarzo si sposa col realismo tenero e delicato dei volti, delle mani e dei gesti. Particolarmente bello è il panneggio della veste di Maria, che lascia intendere le gambe e ricade con ampie pieghe fin sul gradino dove si trova la firma.

### I santi
I santi a tutta figura sono trattati col consueto realismo accompagnato da una vivissima vena descrittiva, che si sofferma a rendere tutti i dettagli delle iconografie tradizionali. Straordinario è Michele, che pesta un diavolo agitato e grottesco, sollevando la spada e tenendo, con l'altra mano, la bilancia con cui soppesa le anime. San Girolamo, dall'aspetto severo, tiene in mano un libro e un modellino della chiesa, ed ha ai piedi il tipico leoncino ammaestrato. San Pietro martire, riconoscibilissimo per la sciabola nella testa e l'abito domenicano, rivolge una fervente preghiera verso l'alto, con una torsione accentuatissima, ed ha un pugnale che lo trafigge sul petto. Santa Lucia pure guarda in alto, e tiene un rametto spinoso, simbolo della palma del martirio e un vassoio su cui sono posati i suoi occhi.
Spesso i piedi delle figure sono in scorcio ed escono dal gradino su cui poggiano, nel tentativo di uno sfondamento verso lo spettatore molto frequente in Crivelli, derivato dagli esperimenti di Mantegna che fu uno dei suoi maestri, se non diretto almeno ideale.

## Possibile ricostruzione
|  |  |  |  |  |